# Grabovac (Obrenovac)
Grabovac (em cirílico:Грабовац) é uma vila da Sérvia localizada no município de Obrenovac, pertencente ao distrito de Belgrado, na região de Posavina. A sua população era de 2452 habitantes segundo o censo de 2009.

## Demografia
| 1948  | 1953  | 1961  | 1971  | 1981  | 1991  | 2002  |
| ----- | ----- | ----- | ----- | ----- | ----- | ----- |
| 3 359 | 3 462 | 3 268 | 2 988 | 3 072 | 3 149 | 2 596 |